# Johann Friedrich Frech
Johann Friedrich Frech (* 21. März 1796 in Wetzlar; † 24. März 1881 in Berlin) war ein deutscher Richter und Parlamentarier.

## Leben
Johann Friedrich Frech studierte Rechtswissenschaften an der Georg-August-Universität Göttingen. 1816 wurde er Mitglied des Corps Guestphalia Göttingen. Nach dem Studium war er 1817 zunächst Akzessist in Ehrenbreitstein und anschließend Gerichtsreferendar. Von August 1817 bis August 1818 diente er als Einjährig-Freiwilliger in der 2. Kompanie der 1. Rheinischen Pionier-Bataillons Nr. 8 in Ehrenbreitstein. Nach dem Gerichtsassessor-Examen schlug er die Richterlaufbahn ein. 1820 wurde er Landgerichtsassessor in Koblenz, 1828 Landgerichtsrat in Trier und 1830 in Koblenz. Neben dem Richteramt war er Justiziar beim Konsistorium und Provinzialschulkollegium. 1836 wurde er Kammerpräsident am Landgericht Koblenz und war bis 1841 zugleich Dirigent des Justizsenats. 1847 wurde er zum Geheimer Oberrevisionsrat beim Rheinischen Revisions- und Kassationshof in Berlin. 1849 war er kommissarisch Direktor bei der evangelisch-geistlichen Abteilung und der Unterrichtsabteilung im Preußischen Ministerium der geistlichen, Unterrichts- und Medizinalangelegenheiten. Danach kehrte er in seine vorherige Position zurück. Von 1853 bis zu seiner Verabschiedung 1868 war er Geheimer Obertribunalrat beim Preußischen Obertribunal.
Frech gehörte von 1849 bis 1852 der Ersten Kammer des Preußischen Landtags. Von 1852 bis 1855 saß er für den Wahlkreis Koblenz 1 und von 1859 bis 1873 für den Wahlkreis Koblenz 2 (Altenkirchen, Neuwied) im Preußischen Abgeordnetenhaus. Von 1862 bis 1870 gehörte er der Fraktion des Linken Zentrums an.
Er besaß Aktienanteile an der Berlin-Görlitzer Eisenbahn-Gesellschaft, deren Aufsichtsratsmitglied er war.